# 謝氏缺鰭鯰
謝氏缺鰭鯰，為輻鰭魚綱鯰形目鯰科的其中一種，為熱帶淡水魚，分布於亞洲湄公河及湄南河流域，體長可達35公分，棲息在底中層水域，會進行洄游，以小魚及浮游生物為食，生活習性不明，可做為食用魚。

## 扩展阅读
維基物種上的相關：謝氏缺鰭鯰